# Flint RiverQuarium
Il Flint RiverQuarium è un acquario statunitense, istituito nel 2004 nella città di Albany, in Georgia.